# Kaddour Ben Achour Zerhouni
 (décembre 2013).
Si vous disposez d'ouvrages ou d'articles de référence ou si vous connaissez des sites web de qualité traitant du thème abordé ici, merci de compléter l'article en donnant les références utiles à sa vérifiabilité et en les liant à la section « Notes et références ».
Cheikh Kaddour Ben Achour Zerhouni (1850-1938) est un poète, musicien et mystique algérien renommé ainsi qu'en témoigne le contenu de son diwan et l'attachement à ce jour de nombreux disciples à son enseignement spirituel[réf. nécessaire]. Il est originaire de Nedroma (Tlemcen).

## Biographie
Cheikh Kaddour Ben Achour est né en 1850 à Nedroma (Tlemcen) au sein d'une famille traditionnelle. Il a à son actif pratiquement 3000 poèmes. Son recueil le plus célèbre s'intitule "Trésor des fleurs et des mers" dans son œuvre "Préservation des lumières". 